# 班维尔欧米鲁瓦尔
班维尔欧米鲁瓦尔（法語：Bainville-aux-Miroirs，法語發音：[bɛ̃vil o miʁwaʁ]）是法国默尔特-摩泽尔省的一个市镇，位于该省南部，属于南锡区。

## 地理
班维尔欧米鲁瓦尔（48°26'19"N, 6°16'36"E）面积6.76 平方千米，位于法国大東部大區默尔特-摩泽尔省，该省份为法国东北部内陆省份，是洛林的一部分，北邻比利时、卢森堡，北起顺时针与摩泽尔省、下莱茵省、孚日省和默兹省接壤。
与班维尔欧米鲁瓦尔接壤的市镇（或旧市镇、城区）包括：沙马涅、格里波尔、勒伯维尔、勒梅尼勒米特里、芒贡维尔、维拉库尔、维尔库尔。

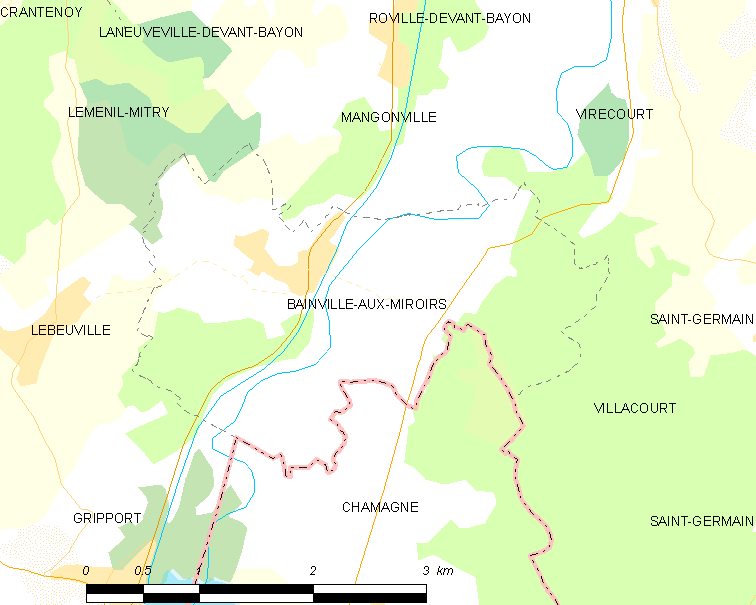
班维尔欧米鲁瓦尔的OSM定位图

班维尔欧米鲁瓦尔的时区为UTC+01:00、UTC+02:00（夏令时）。

## 行政
班维尔欧米鲁瓦尔的邮政编码为54290，INSEE市镇编码为54042。

## 政治
班维尔欧米鲁瓦尔所属的省级选区为梅讷欧桑图瓦县。

## 人口

1962-2008年间班维尔欧米鲁瓦尔人口变化图示

班维尔欧米鲁瓦尔于2022年1月1日时的人口数量为289人。